# Islam Slimani
Islam Slimani, född 18 juni 1988 i Alger, är en algerisk fotbollsspelare som spelar för CR Belouizdad.

## Klubbkarriär
Den 31 januari 2018 lånades Slimani ut till Newcastle United över resten av säsongen 2017/2018. Den 11 augusti 2018 lånades han ut till Fenerbahçe på ett låneavtal över säsongen 2018/2019. Den 21 augusti 2019 lånades Slimani ut till AS Monaco på ett låneavtal över säsongen 2019/2020.
Den 13 januari 2021 värvades Slimani av Lyon, där han skrev på ett 1,5-årskontrakt.
Den 31 januari 2022 blev Slimani klar för en återkomst i Sporting Lissabon, där han skrev på ett 1,5-årskontrakt.
Den 25 augusti 2022 värvades Slimani på fri transfer av franska Brest. Den 1 februari 2023 skrev han på ett kontrakt över resten av säsongen med Jupiler Pro League-klubben Anderlecht. Den 20 augusti 2023 värvades Slimani av brasilianska Coritiba.
Den 1 februari 2024 skrev Slimani på ett kontrakt över resten av säsongen med belgiska Mechelen. I september 2024 återvände han till algeriska CR Belouizdad.

## Landslagskarriär
Islam Slimani gjorde sin landslagsdebut 2012. Slimani var uttagen i Algeriets trupp till VM i Brasilien 2014.